# 浅野長武 (旗本)
浅野 長武（あさの ながたけ、寛文3年（1663年） - 正徳2年9月21日（1712年10月21日））は、江戸幕府の旗本。播磨赤穂藩浅野家の分家（家原浅野氏）にあたる。幼名は大石酒之允（みきのじょう）。通称は左兵衛（さへえ）。

## 生涯
赤穂藩浅野家の江戸家老大石良重の次男として誕生した。母は赤穂藩主浅野長直の娘。兄に浅野長恒がいる。はじめ大石酒之允と名乗ったが、母方の血統ゆえに貞享元年（1684年）4月に赤穂藩浅野家の分家旗本の浅野長賢（3500石）の婿養子に迎えられ、浅野左兵衛と改名した。
貞享3年（1686年）3月1日、はじめて将軍徳川綱吉に御目見した。12月6日、長賢の隠居で家督を相続した。元禄11年（1698年）4月1日、御書院番の組頭となり、12月29日には布衣の着用を許された。
元禄14年（1701年）3月15日には宗家の浅野長矩の刃傷に連座して出仕を禁止された。5月6日に出仕が許され、6月25日になって将軍拝謁も許された。
遠慮が解かれると、長武は又従兄弟にあたる大石良雄の討ち入りに反対し、宗家の広島藩や兄・長恒と共に進藤俊式や小山良師らを説得して同志の盟約から抜けさせるなど、一党の切り崩しを図った。
しかし結局、元禄15年（1702年）12月15日、赤穂事件が起きてしまい、長武は再び出仕を止められた。元禄16年（1703年）3月8日には許された。正徳2年（1712年）正月11日に持弓頭に就任したが、9月21日には死去。享年50。
妻は浅野長賢の娘、のちに甲斐庄正親の娘。子に浅野長時と浅野長豊に嫁いだ娘がいる。
家原浅野氏は長時の代に藪家（旧・紀伊藩士、吉宗に従い直参旗本）から養子・長充を迎え大石氏から藪氏に男系血筋（女系は浅野氏）が変わっている。

## 居城（陣屋）
- 家原陣屋 - 播磨国加東郡[1]家原 - 加東郡の内11ケ村3500石の分地を支配。陣屋跡地は夢園温泉となり遺構はない。